# جي كيو إم
يعد GQM، وهو اسم تاجي لمصطلحات "goal. question, metric" أي (الهدف، السؤال، المقياس)، عبارة عن توجه خاص بمقاييس البرامج قام بالترويج له فيكتور باسيلي في جامعة ماريلاند ، كوليدج بارك ومعمل هندسة البرامج في مركز جودارد لأبحاث الفضاء في وكالة ناسا بعد الإشراف على أطروحة الدكتوراة المقدمة من د. ديفيد م ويس. وكانت أعمال د. ويس مستوحاة من أعمال ألبرت إندريس في شركة IBM بألمانيا.
يُحدد توجه GQM طراز القياس على ثلاثة مستويات:
المستوى المفاهيمي (الهدف)
يتم تعريف الهدف لأي أمر لعدة أسباب، فيما يتعلق بطرز متنوعة من الجودة، ومن عدة وجهات نظر، وفيما يتعلق ببيئة معينة.
المستوى التشغيلي (السؤال)
يتم استخدام مجموعة من الأسئلة لتحديد الالطرز لهدف الدراسة ثم تركز على هذا الهدف لتحديد خصائص التقييم أو إنجاز هدف معين.
المستوى الكمّي (المقياس)
ترتبط مجموعة من المقاييس، استنادًا إلى الطرز، بكل سؤال لتتم الإجابة عليه بطريقة قابلة للقياس.
تصف المستندات المفتوحة في العادة التوجه GQM في عملية سداسية الخطوات تدور الثلاث خطوات الأولى منها حول استخدام الأهداف التجارية للدفع باتجاه تحديد المقاييس الصحيحة بينما تدور الثلاث خطوات الأخيرة حول جمع بيانات القياس وتحقيق الاستخدام الفعال لنتائج القياس لدفع عملية اتخاذ القرار والتحسينات. وقد وصف باسيلي عملية GQM سداسية الخطوات على النحو التالي:
1. وضع مجموعة من الأهداف التجارية للمشروع والقسم والشركة وأهداف القياس المرتبطة بالإنتاجية والجودة
2. طرح أسئلة (استنادًا إلى الطرز) تحدد تلك الأهداف بشكل كامل قدر الإمكان بطريقة قابلة للقياس
3. تحديد القياسات المطلوب جمعها للإجابة على تلك الأسئلة وعملية التعقب وتوافق المنتج مع الأهداف
4. وضع آليات لجمع البيانات
5. جمع البيانات وتحليلها والتحقق من صحتها في الوقت الفعلي لتقديم ملاحظات على المشروع من أجل اتخاذ إجراء تصحيحي
6. تحليل البيانات بطريقة التحليل بعد التشغيل لتقييم التوافق مع الأهداف ولعمل توصيات للتحسينات المستقبلية

تعد قوالب GQM طريقة منظمة لتحديد الأهداف. ويشتمل قالب GQM على الحقول التالية:
| الحقل         | أمثلة                                              |
| ------------- | -------------------------------------------------- |
| هدف الدراسة   | برمجة النظير، أداة التحليل الثابتة                 |
| الغرض         | تحديد الخصائص، الاستيعاب، التقييم، التنبؤ، التحسين |
| التركيز       | جهد المبرمج، وثوقية البرنامج                       |
| أصحاب المصالح | المطور، العميل، المدير                             |
| عوامل السياق  | (عوامل أخرى هامة قد تؤثر على النتائج)              |

إليك مثال على تطبيق قالب GQM للتعبير عن هدف دراسة هندسة البرامج:
يتمثل الغرض من هذه الدراسة في تحديد خصائص تأثير برمجة النظير على جهد المبرمج وجودة البرنامج من وجهة نظر مديري البرامج في سياق شركة تطوير شبكات صغيرة.

## التطورات الأخيرة
على الرغم من أن التوجه GQM قد خدم صناعة البرامج على نحو جيد لعقود، إلا أنه لم يقدم دعمًا واضحًا لدمج طراز قياس البرنامج مع عناصر المؤسسة الأكبر، مثل إستراتيجيات وأهداف الشركة على مستوى أعلى. وكان فيكتور باسيلي قد وضع إستراتيجيات GQM+]]
برفقة مجموعة من الباحثين من معهد فراونهوفر وذلك استنادًا إلى نموذج مقياس سؤال الأهداف كما يضيف القدرة على إنشاء برامج قياس لضمان المحاذاة بين أهداف وإستراتيجيات الأعمال والأهداف الخاصة بالبرامج وأهداف القياس.

## أنظر كذلك
- Basili, Victor R. 'Using Measurement to Build Core Competencies in Software'. Seminar sponsored by Data and Analysis Center for Software, 2005.